# El Gallinero
El Gallinero es una localidad del estado mexicano de Guanajuato. Es parte del municipio de Dolores Hidalgo.

## Demografía
| Gráfica de evolución demográfica |
|                                  |

| Censo | Población |
| ----- | --------- |
| 1921  | 252       |
| 1930  | 240       |
| 1940  | 120       |
| 1950  | 161       |
| 1960  | 552       |
| 1970  | 436       |
| 1980  | 153       |
| 1990  | 1 325     |
| 2000  | 1 022     |
| 2010  | 1 092     |
| 2020  | 1 172     |